# Persone di nome Edward/Politici
| Questa pagina contiene informazioni ricavate automaticamente dalle voci biografiche con l'ausilio del template Bio e di un bot. L'aggiornamento è periodico e automatico e ricostruisce completamente la pagina. Se manca una persona in questa lista, sei pregato di non aggiungerla, ma accertati piuttosto che la sua voce biografica contenga il template Bio e che i dati anagrafici siano correttamente compilati. Se il template Bio manca, inseriscilo tu stesso o, in alternativa, metti l'avviso {{tmp\|Bio}} che ne segnala la mancanza. Se i dati riportati sono sbagliati, correggi direttamente la voce biografica; le modifiche saranno visibili in questa lista entro pochi giorni. Per chiarimenti vedi il progetto antroponimi. La lista contiene solo le 90 persone che sono citate nell'enciclopedia e per le quali è stato implementato correttamente il template Bio. Pagina aggiornata al 7 apr 2025. |

Questa è una lista di persone presenti nell'enciclopedia che hanno il nome Edward e sono politici.

## A(3)
- Spencer Abraham, politico statunitense (East Lansing, n. 1952)
- Edward Akufo-Addo, politico ghanese (n. 1906 - Accra, † 1979)
- Edward Aveling, politico inglese (Stoke Newington, n. 1849 - Battersea, † 1898)

## B(7)
- Edward B. Pond, politico statunitense (Belleville, n. 1833 - San Francisco, † 1910)
- Edward Babiuch, politico polacco (Będzin, n. 1927 - Dąbrowa Górnicza, † 2021)
- Edward Dickinson Baker, politico, militare e avvocato statunitense (Londra, n. 1811 - Contea di Loudoun, † 1861)
- Edward Bates, politico e avvocato statunitense (Belmont, n. 1793 - Saint Louis, † 1869)
- Edward Bridges, I barone Bridges, politico inglese (Yattendon, n. 1892 - Winterfold Heath, † 1969)
- Edward Burleson, politico e generale statunitense (Contea di Buncombe, n. 1798 - Austin, † 1851)
- Edward David Burt, politico britannico (Bermuda, n. 1978)

## C(10)
- Eddie Calvo, politico statunitense (Tamuning, n. 1961)
- Edward Carson, politico irlandese (Dublino, n. 1854 - Isola di Thanet, † 1935)
- Ed Case, politico statunitense (Hilo, n. 1952)
- Edward Cavendish, politico inglese (Marylebone, n. 1838 - † 1891)
- Edward Clark, politico statunitense (New Orleans, n. 1815 - Marshall, † 1880)
- Edward Clive, I conte di Powis, politico inglese (Bloomsbury, n. 1754 - Londra, † 1839)
- Edward Coke, politico e giurista inglese (Mileham, n. 1552 - Godwick, † 1634)
- Edward Colebrooke, I barone Colebrooke, politico inglese (Ottershaw, n. 1861 - Londra, † 1939)
- Edward Cooper, politico statunitense (New York, n. 1824 - New York, † 1905)
- Edward Craggs-Eliot, I barone Eliot, politico inglese (Londra, n. 1727 - Port Eliot, † 1804)

## D(2)
- Hugh Dalton, politico britannico (Neath, n. 1887 - Londra, † 1962)
- Ed Davey, politico britannico (Mansfield, n. 1965)

## E(2)
- Edward Brooke, politico statunitense (Washington, n. 1919 - Coral Gables, † 2015)
- Edward Everett, politico statunitense (Boston, n. 1794 - Boston, † 1865)

## F(1)
- Eddie Fenech Adami, politico maltese (Birchircara, n. 1934)

## G(4)
- Edward Gierek, politico polacco (Zagórze, n. 1913 - Cieszyn, † 2001)
- Edward Grey, politico britannico (Londra, n. 1862 - Fallodon, † 1933)
- Edward Grigg, I barone Altrincham, politico e giornalista inglese (Madras, n. 1879 - Tormarton, † 1955)
- Sebastian Grigg, IV barone Altrincham, politico britannico (n. 1965)

## H(4)
- Edward Heath, politico e militare britannico (Broadstairs, n. 1916 - Salisbury, † 2005)
- Edward Herbert, II conte di Powis, politico inglese (n. 1785 - † 1848)
- Edward Hidalgo, politico statunitense (Città del Messico, n. 1912 - † 1995)
- Edward Holland, politico statunitense (Albany, n. 1702 - New York, † 1756)

## J(2)
- Edward Jeffries, politico statunitense (Detroit, n. 1900 - Miami Beach, † 1950)
- Edward Thomas John, politico gallese (Pontypridd, n. 1857 - Bletchingley, † 1931)

## K(1)
- Ed Koch, politico e avvocato statunitense (New York, n. 1924 - New York, † 2013)

## L(5)
- Ned Lamont, politico statunitense (Washington, n. 1954)
- Edward Law, I conte di Ellenborough, politico britannico (n. 1790 - Gloucestershire, † 1871)
- Edward Hirsch Levi, politico statunitense (Chicago, n. 1911 - Chicago, † 2000)
- Edward Lowassa, politico tanzaniano (Arusha, n. 1953 - Dar es Salaam, † 2024)
- Ed Pastor, politico statunitense (Claypool, n. 1943 - † 2018)

## M(5)
- Edward Rell Madigan, politico statunitense (Lincoln, n. 1936 - Springfield, † 1994)
- Ed Markey, politico statunitense (Malden, n. 1946)
- Edward Martyn, politico, attivista e drammaturgo irlandese (n. 1859 - † 1923)
- Edward McMillan-Scott, politico britannico (Cambridge, n. 1949)
- Ed Miliband, politico britannico (Londra, n. 1969)

## N(1)
- Edward Natapei, politico vanuatuano (Futuna, n. 1954 - Port Vila, † 2015)

## O(4)
- Edward O'Brien, XIV barone Inchiquin, politico inglese (n. 1839 - † 1900)
- Edward Ochab, politico polacco (Cracovia, n. 1906 - Varsavia, † 1989)
- Edward Osborne, politico inglese (n. 1596 - † 1647)
- Edward Osóbka-Morawski, politico polacco (Bliżyn, n. 1909 - Varsavia, † 1997)

## P(1)
- Edward Pelham-Clinton, politico inglese (n. 1836 - † 1907)

## R(7)
- Edward Raczyński, politico, diplomatico e scrittore polacco (Zakopane, n. 1891 - Londra, † 1993)
- Ed Rendell, politico statunitense (New York, n. 1944)
- Scott Rigell, politico statunitense (Titusville, n. 1960)
- Edward R. Roybal, politico statunitense (Pecos, n. 1916 - Pasadena, † 2005)
- Ed Royce, politico statunitense (Los Angeles, n. 1951)
- Edward Rutledge, politico e militare statunitense (Charleston, n. 1749 - Charleston, † 1800)
- Edward Rydz-Śmigły, politico, generale e pittore polacco (Brzeżany, n. 1886 - Varsavia, † 1941)

## S(13)
- Edward Sackville, IV conte di Dorset, politico inglese (n. 1591 - Londra, † 1652)
- Edward Salomon, politico statunitense (Ströbeck, n. 1828 - Francoforte sul Meno, † 1909)
- Ed Schafer, politico statunitense (Bismarck, n. 1946)
- Edward Scofield, politico e militare statunitense (Clearfield, n. 1842 - Oconto, † 1925)
- Edward Seaga, politico giamaicano (Boston, n. 1930 - Miami, † 2019)
- Edward Smith-Stanley, XIV conte di Derby, politico inglese (Knowsley Park, n. 1799 - Knowsley Park, † 1869)
- Edward Smith-Stanley, XIII conte di Derby, politico e naturalista inglese (n. 1775 - † 1851)
- Edward Sokoine, politico tanzaniano (Monduli, n. 1938 - † 1984)
- Edward Stafford, politico neozelandese (Edimburgo, n. 1819 - Londra, † 1901)
- Edward Stafford, politico e diplomatico inglese (n. 1552 - † 1605)
- Edward Stettinius, politico statunitense (Chicago, n. 1900 - Greenwich, † 1949)
- Edward Stopford, politico e generale irlandese (n. 1766 - † 1837)
- Edward Szczepanik, politico e economista polacco (Suwałki, n. 1915 - Worcestershire, † 2005)

## T(7)
- Edward Talbot, VIII conte di Shrewsbury, politico inglese (Sheffield, n. 1561 - Londra, † 1617)
- Edward F. Tattnall, politico statunitense (Savannah, n. 1788 - Savannah, † 1832)
- Edward Robeson Taylor, politico, poeta e avvocato statunitense (Springfield, n. 1838 - San Francisco, † 1923)
- Edward Telfair, politico statunitense (Kirkcudbright, n. 1735 - Savannah, † 1807)
- Edward Thompson, politico inglese (Long Marston, n. 1697 - Londra, † 1742)
- Edward John Thye, politico statunitense (Frederick, n. 1896 - Northfield, † 1969)
- Edward Tiffin, politico statunitense (Carlisle, n. 1766 - Chillicothe, † 1829)

## V(1)
- Edward Stanley, XVII conte di Derby, politico, ufficiale e ambasciatore inglese (Londra, n. 1865 - Knowsley Hall, † 1948)

## W(10)
- Edward Gibbon Wakefield, politico inglese (Londra, n. 1796 - Wellington, † 1862)
- Edward Walpole, politico inglese (n. 1706 - Isleworth, † 1784)
- Edward Cary Walthall, politico e generale statunitense (Richmond, n. 1831 - Washington, † 1898)
- Mutesa II di Buganda, politico ugandese (Kampala, n. 1924 - Londra, † 1969)
- Ted Wheeler, politico statunitense (Oakton, n. 1962)
- Edward Douglass White, politico e giurista statunitense (Parrocchia di Lafourche, n. 1845 - Washington, † 1921)
- Edward Douglass White Senior, politico statunitense (Contea di Maury, n. 1795 - New Orleans, † 1847)
- Gough Whitlam, politico australiano (Melbourne, n. 1916 - Sydney, † 2014)
- Edward Winslow, politico britannico (Droitwich Spa, n. 1595 - Mare Caraibico, † 1655)
- Edward Wood, I conte di Halifax, politico britannico (Powderham Castle, n. 1881 - Garrowby Hall, † 1959)